# Латвия на зимних Олимпийских играх 2014
Латвия принимала участие в зимних Олимпийских играх 2014 года, которые проходили в Сочи (Россия) с 7 по 23 февраля, где её представляли 58 спортсменов в девяти видах спорта. На церемонии открытия Олимпийских игр флаг Латвии нёс капитан сборной Латвии по хоккею Сандис Озолиньш, а на церемонии закрытия — бобслеист, серебряный призёр Олимпийских игр в Сочи, Даумант Дрейшкенс. Униформа участников состояла из двух цветов — жёлтого и коричневого. По задумке дизайнеров жёлтый символизирует солнце, янтарь, мёд и золото, а коричневый — силу земли, природу и деревья. Конкурс на разработку формы выиграла финская компания «Halti».
Зимние Олимпийские игры 2014 для Латвии стали самыми успешными зимними играми — впервые было завоёвано 4 олимпийские медали: 2 серебряные (скелетон и бобслей) и 2 бронзовые (обе в санном спорте). В неофициальном медальном зачёте Латвия заняла 23-е место. Олимпийская медаль в бобслее стала первой медалью в этом виде спорта для Латвии за всё время независимости. Также сборная Латвии по хоккею впервые вышла в четвертьфинал Олимпийских игр, где проиграла сборной Канады, которая впоследствии стала Олимпийским чемпионом, и в итоге заняла восьмое место.

## Медали
| Серебро |                                                               |                                |            |
| №       | Спортсмены                                                    | Вид спорта (дисциплина)        | Дата       |
| 1       | Мартин Дукурс                                                 | Скелетон (мужчины)             | 15 февраля |
| 2       | Оскар Мелбардис Даумант Дрейшкенс Арвис Вилкасте Янис Стренга | Бобслей (мужчины, четвёрки)    | 23 февраля |
| Бронза  |                                                               |                                |            |
| №       | Спортсмены                                                    | Вид спорта (дисциплина)        | Дата       |
| 1       | Андрис Шицс Юрис Шицс                                         | Санный спорт (мужчины, двойки) | 12 февраля |
| 2       | Элиза Тирума Мартиньш Рубенис Андрис Шицс / Юрис Шицс         | Санный спорт (эстафета)        | 13 февраля |

## Состав и результаты

### Биатлон
Мужчины
| Соревнование         | Спортсмены        | Стрельба | Время   | Место |
| -------------------- | ----------------- | -------- | ------- | ----- |
| Спринт               | Андрей Расторгуев | 1+0      | 25:20,2 | 17    |
| Гонка преследования  | Андрей Расторгуев | 0+0+1+0  | 34:36,9 | 9     |
| Индивидуальная гонка | Андрей Расторгуев | 0+1+0+2  | 53:18,9 | 33    |
| Масс-старт           | Андрей Расторгуев | 0+1+1+1  | 43:53,1 | 14    |

Женщины
| Соревнование         | Спортсмены   | Стрельба | Время   | Место |
| -------------------- | ------------ | -------- | ------- | ----- |
| Спринт               | Жанна Юшкане | 2+4      | 25:36,5 | 79    |
| Индивидуальная гонка | Жанна Юшкане | 2+2+2    | DNF     | DNF   |

### Бобслей
Разгоняющий Интар Дамбис был заявлен как резервист.
Мужчины
| Соревнование | Спортсмены                                                    | 1 заезд   | 1 заезд | 2 заезд   | 2 заезд | 3 заезд   | 3 заезд | 4 заезд   | 4 заезд | Итоговый результат | Итоговое место |
| Соревнование | Спортсмены                                                    | Результат | Место   | Результат | Место   | Результат | Место   | Результат | Место   | Итоговый результат | Итоговое место |
| ------------ | ------------------------------------------------------------- | --------- | ------- | --------- | ------- | --------- | ------- | --------- | ------- | ------------------ | -------------- |
| Двойки       | Оскар Мелбардис Даумант Дрейшкенс                             | 56,62     | 8       | 56,68     | 3       | 56,43     | 5       | 56,75     | 8       | 3:46,48            | 5              |
| Двойки       | Оскар Киберманис Вайрис Лейбомс                               | 57,11     | 16      | 57,22     | 19      | 57,00     | 15      | 57,19     | 19      | 3:48,52            | 16             |
| Четвёрки     | Оскар Мелбардис Даумант Дрейшкенс Арвис Вилкасте Янис Стренга | 55,10     | 5       | 55,13     | 1       | 55,15     | 2       | 55,31     | 3       | 3:40,69            | 2              |
| Четвёрки     | Оскар Киберманис Райвис Брокс Хелвий Лусис Вайрис Лейбомс     | 55,68     | 15      | 55,52     | 13      | 55,97     | 17      | 55,81     | 16      | 3:42,98            | 14             |

### Горнолыжный спорт
Мужчины
| Соревнование      | Спортсмены        | 1 спуск       | 1 спуск       | 2 спуск       | 2 спуск       | Всего   | Место |
| Соревнование      | Спортсмены        | Время         | Место         | Время         | Место         | Всего   | Место |
| ----------------- | ----------------- | ------------- | ------------- | ------------- | ------------- | ------- | ----- |
| Скоростной спуск  | Робертс Роде      | Не проводится | Не проводится | Не проводится | Не проводится | 2:17,50 | 47    |
| Супергигант       | Робертс Роде      | Не проводится | Не проводится | Не проводится | Не проводится | DNF     | DNF   |
| Гигантский слалом | Кристап Звейниекс | 1:27,80       | 47            | 1:29,50       | 46            | 2:57,30 | 43    |
| Гигантский слалом | Мартиньш Онскулис | DNF           | DNF           | DNF           | DNF           | DNF     | DNF   |
| Слалом            | Мартиньш Онскулис | 56,16         | 61            | 1:01,44       | 24            | 1:57,60 | 27    |
| Слалом            | Робертс Роде      | DNF           | DNF           | DNF           | DNF           | DNF     | DNF   |
| Слалом            | Кристап Звейниекс | DNF           | DNF           | DNF           | DNF           | DNF     | DNF   |

Женщины
| Соревнование      | Спортсмены      | 1 спуск       | 1 спуск       | 2 спуск       | 2 спуск       | Всего   | Место |
| Соревнование      | Спортсмены      | Время         | Место         | Время         | Место         | Всего   | Место |
| ----------------- | --------------- | ------------- | ------------- | ------------- | ------------- | ------- | ----- |
| Супергигант       | Агнесе Аболтиня | Не проводится | Не проводится | Не проводится | Не проводится | 1:36,10 | 31    |
| Гигантский слалом | Агнесе Аболтиня | 1:31,85       | 61            | DNF           | DNF           | DNF     | DNF   |
| Гигантский слалом | Лелде Гасуна    | DNF           | DNF           | DNF           | DNF           | DNF     | DNF   |
| Слалом            | Лелде Гасуна    | 1:00,47       | 37            | 56,82         | 30            | 1:57,29 | 30    |
| Слалом            | Агнесе Аболтиня | 1:05,44       | 49            | 1:01,18       | 35            | 2:06,62 | 37    |

### Конькобежный спорт
Мужчины
Индивидуальные гонки
| Соревнование | Спортсмены    | 1 забег       | 1 забег       | 2 забег       | 2 забег       | Результат | Место |
| Соревнование | Спортсмены    | Результат     | Место         | Результат     | Место         | Результат | Место |
| ------------ | ------------- | ------------- | ------------- | ------------- | ------------- | --------- | ----- |
| 500 метров   | Харальд Силов | 36,12         | 39            | 36,32         | 38            | 72,44     | 37    |
| 1000 метров  | Харальд Силов | Не проводится | Не проводится | Не проводится | Не проводится | 1:10,29   | 24    |
| 1500 метров  | Харальд Силов | Не проводится | Не проводится | Не проводится | Не проводится | 1:46,79   | 14    |

### Лыжные гонки
Мужчины
Дистанционные гонки
| Соревнование              | Спортсмены     | Результат | Место |
| ------------------------- | -------------- | --------- | ----- |
| 15 км классическим стилем | Арвис Лиепиньш | 45:36,2   | 73    |
| 15 км классическим стилем | Янис Пайпалс   | DNF       | DNF   |
| Скиатлон 15+15 км         | Арвис Лиепиньш | 1:20:00,1 | 66    |
| Масс-старт                | Арвис Лиепиньш | 2:04:45,6 | 59    |

Спринт
| Соревнование | Спортсмены     | Квалификация | Квалификация | Четвертьфинал        | Четвертьфинал        | Четвертьфинал        | Полуфинал            | Полуфинал            | Полуфинал            | Финал                | Финал                | Итоговое место |
| Соревнование | Спортсмены     | Результат    | Место        | Заезд                | Результат            | Место                | Заезд                | Результат            | Место                | Результат            | Место                | Итоговое место |
| ------------ | -------------- | ------------ | ------------ | -------------------- | -------------------- | -------------------- | -------------------- | -------------------- | -------------------- | -------------------- | -------------------- | -------------- |
| Спринт       | Арвис Лиепиньш | 3:49,28      | 61           | Завершил выступление | Завершил выступление | Завершил выступление | Завершил выступление | Завершил выступление | Завершил выступление | Завершил выступление | Завершил выступление | 61             |
| Спринт       | Янис Пайпалс   | 3:56,21      | 71           | Завершил выступление | Завершил выступление | Завершил выступление | Завершил выступление | Завершил выступление | Завершил выступление | Завершил выступление | Завершил выступление | 71             |

Женщины
Дистанционные гонки
| Соревнование              | Спортсмены    | Результат | Место |
| ------------------------- | ------------- | --------- | ----- |
| 10 км классическим стилем | Инга Даушкане | 36:13,1   | 65    |

Спринт
| Соревнование | Спортсмены    | Квалификация | Квалификация | Четвертьфинал         | Четвертьфинал         | Четвертьфинал         | Полуфинал             | Полуфинал             | Полуфинал             | Финал                 | Финал                 | Итоговое место |
| Соревнование | Спортсмены    | Результат    | Место        | Заезд                 | Результат             | Место                 | Заезд                 | Результат             | Место                 | Результат             | Место                 | Итоговое место |
| ------------ | ------------- | ------------ | ------------ | --------------------- | --------------------- | --------------------- | --------------------- | --------------------- | --------------------- | --------------------- | --------------------- | -------------- |
| Спринт       | Инга Даушкане | 2:53,90      | 59           | Завершила выступление | Завершила выступление | Завершила выступление | Завершила выступление | Завершила выступление | Завершила выступление | Завершила выступление | Завершила выступление | 59             |

### Санный спорт
Мужчины
| Соревнование | Спортсмены                        | 1 заезд   | 1 заезд | 2 заезд   | 2 заезд | 3 заезд       | 3 заезд       | 4 заезд       | 4 заезд       | Итоговый результат | Итоговое место |
| Соревнование | Спортсмены                        | Результат | Место   | Результат | Место   | Результат     | Место         | Результат     | Место         | Итоговый результат | Итоговое место |
| ------------ | --------------------------------- | --------- | ------- | --------- | ------- | ------------- | ------------- | ------------- | ------------- | ------------------ | -------------- |
| Одиночки     | Мартиньш Рубенис                  | 52,775    | 11      | 52,560    | 7       | 52,229        | 10            | 52,133        | 5             | 3:29,697           | 10             |
| Одиночки     | Инар Кивлиниекс                   | 52,872    | 15      | 52,927    | 20      | 52,347        | 16            | 52,379        | 17            | 3:30,525           | 16             |
| Одиночки     | Кристап Мауриньш                  | 53,144    | 23      | 52,923    | 19      | 52,518        | 21            | 52,630        | 23            | 3:31,215           | 21             |
| Двойки       | Андрис Шицс Юрис Шицс             | 49,880    | 5       | 49,910    | 3       | Не проводится | Не проводится | Не проводится | Не проводится | 1:39,790           | 3              |
| Двойки       | Оскар Гудрамович Петерис Калниньш | 50,388    | 12      | 50,074    | 9       | Не проводится | Не проводится | Не проводится | Не проводится | 1:40,462           | 10             |

Женщины
| Соревнование | Спортсмены   | 1 заезд   | 1 заезд | 2 заезд   | 2 заезд | 3 заезд   | 3 заезд | 4 заезд   | 4 заезд | Итоговый результат | Итоговое место |
| Соревнование | Спортсмены   | Результат | Место   | Результат | Место   | Результат | Место   | Результат | Место   | Итоговый результат | Итоговое место |
| ------------ | ------------ | --------- | ------- | --------- | ------- | --------- | ------- | --------- | ------- | ------------------ | -------------- |
| Одиночки     | Элиза Тирума | 50,926    | 11      | 50,651    | 12      | 50,758    | 12      | 50,736    | 13      | 3:23,071           | 12             |
| Одиночки     | Улла Зирне   | 51,125    | 15      | 51,159    | 21      | 51,054    | 15      | 51,347    | 21      | 3:24,685           | 18             |

Смешанные команды
| Соревнование | Спортсмены                                            | Женщины   | Женщины | Мужчины   | Мужчины | Двойки    | Двойки | Итоговый результат | Итоговое место |
| Соревнование | Спортсмены                                            | Результат | Место   | Результат | Место   | Результат | Место  | Итоговый результат | Итоговое место |
| ------------ | ----------------------------------------------------- | --------- | ------- | --------- | ------- | --------- | ------ | ------------------ | -------------- |
| Эстафета     | Элиза Тирума Мартиньш Рубенис Андрис Шицс / Юрис Шицс | 54,745    | 5       | 56,048    | 4       | 56,502    | 4      | 2:47,295           | 3              |

### Скелетон
Мужчины
| Соревнование | Спортсмены    | 1 заезд   | 1 заезд | 2 заезд   | 2 заезд | 3 заезд   | 3 заезд | 4 заезд   | 4 заезд | Итоговый результат | Итоговое место |
| Соревнование | Спортсмены    | Результат | Место   | Результат | Место   | Результат | Место   | Результат | Место   | Итоговый результат | Итоговое место |
| ------------ | ------------- | --------- | ------- | --------- | ------- | --------- | ------- | --------- | ------- | ------------------ | -------------- |
| Мужчины      | Мартин Дукурс | 56,18     | 2       | 56,37     | 2       | 56,26     | 1       | 56,29     | 2       | 3:45,10            | 2              |
| Мужчины      | Томас Дукурс  | 57,03     | 6       | 57,06     | 12      | 56,75     | 5       | 56,74     | 7       | 3:47,58            | 4              |

Женщины
| Соревнование | Спортсмены       | 1 заезд   | 1 заезд | 2 заезд   | 2 заезд | 3 заезд   | 3 заезд | 4 заезд   | 4 заезд | Итоговый результат | Итоговое место |
| Соревнование | Спортсмены       | Результат | Место   | Результат | Место   | Результат | Место   | Результат | Место   | Итоговый результат | Итоговое место |
| ------------ | ---------------- | --------- | ------- | --------- | ------- | --------- | ------- | --------- | ------- | ------------------ | -------------- |
| Женщины      | Лелде Приедулена | 59,73     | 16      | 59,31     | 11      | 58,73     | 12      | 58,51     | 10      | 3:56,28            | 14             |

### Хоккей
Мужская сборная Латвии пробилась на Олимпийские игры, одержав победу в группе E финальной квалификации.
Состав
| Номер | Имя                 | Позиция    | Хват   | Рост, см | Вес, кг | Дата рождения | Клуб                  |
| ----- | ------------------- | ---------- | ------ | -------- | ------- | ------------- | --------------------- |
| 1     | Эрвин Муштуков      | вратарь    | левый  | 184      | 80      | 07.04.1984    | Эсбьерг               |
| 3     | Юрис Шталс          | нападающий | левый  | 190      | 91      | 08.04.1982    | Попрад                |
| 5     | Янис Спруктс        | нападающий | левый  | 189      | 85      | 31.01.1982    | Локомотив             |
| 6     | Арвид Рекис         | защитник   | левый  | 180      | 90      | 01.01.1979    | Динамо Рига           |
| 8     | Сандис Озолиньш (К) | защитник   | левый  | 190      | 95      | 03.08.1972    | Динамо Рига           |
| 9     | Кришьянис Редлихс   | защитник   | левый  | 189      | 93      | 15.01.1981    | Динамо Рига           |
| 10    | Лаурис Дарзиньш (А) | нападающий | правый | 191      | 91      | 28.01.1985    | Динамо Рига           |
| 11    | Кристап Сотниекс    | защитник   | левый  | 183      | 94      | 29.01.1987    | Динамо Рига           |
| 12    | Херберт Васильев    | нападающий | правый | 181      | 80      | 27.05.1976    | Крефельд Пингвин      |
| 15    | Мартиньш Карсумс    | нападающий | правый | 178      | 90      | 26.02.1986    | Динамо Москва         |
| 16    | Каспар Даугавиньш   | нападающий | левый  | 183      | 95      | 18.05.1988    | Женева-Серветт        |
| 21    | Арманд Берзиньш     | нападающий | левый  | 192      | 102     | 27.12.1983    | Бейбарыс              |
| 24    | Микелис Редлихс     | нападающий | левый  | 180      | 83      | 01.07.1984    | Локомотив             |
| 28    | Земгус Гиргенсонс   | нападающий | левый  | 187      | 90      | 05.01.1994    | Баффало Сейбрз        |
| 29    | Ральф Фрейбергс     | защитник   | левый  | 180      | 86      | 17.05.1991    | Боулинг Грин Фальконс |
| 31    | Эдгар Масальскис    | вратарь    | левый  | 176      | 80      | 31.03.1980    | Попрад                |
| 32    | Артур Кулда         | защитник   | левый  | 188      | 97      | 25.07.1988    | Салават Юлаев         |
| 37    | Оскар Бартулис (А)  | защитник   | левый  | 190      | 90      | 21.01.1987    | Донбасс               |
| 47    | Мартиньш Ципулис    | нападающий | левый  | 180      | 87      | 29.11.1980    | Динамо Рига           |
| 50    | Кристер Гудлевскис  | вратарь    | левый  | 192      | 92      | 31.07.1992    | Сиракьюз Кранч        |
| 51    | Коба Ясс            | нападающий | правый | 183      | 88      | 01.05.1990    | Били Тигржи Либерец   |
| 70    | Микс Индрашис       | нападающий | левый  | 191      | 82      | 30.09.1990    | Динамо Рига           |
| 79    | Виталий Павлов      | нападающий | левый  | 193      | 100     | 17.06.1989    | Динамо Рига           |
| 81    | Георгий Пуяц        | защитник   | левый  | 184      | 105     | 11.06.1981    | Динамо Рига           |
| 91    | Роналд Кениньш      | нападающий | левый  | 181      | 93      | 28.02.1991    | Цюрих Лайонс          |

По данным: IIHF.com и Eliteprospects.com
Предварительный раунд
|  | Команды, выходящие в четвертьфинал         |
|  | Команды, выходящие в квалификацию плей-офф |

Группа C
| М | Сборная   | И | В | ВО | ПО | П | ШЗ | ШП | РШ | О |
| - | --------- | - | - | -- | -- | - | -- | -- | -- | - |
| 1 | Швеция    | 3 | 3 | 0  | 0  | 0 | 10 | 5  | +5 | 9 |
| 2 | Швейцария | 3 | 2 | 0  | 0  | 1 | 2  | 1  | +1 | 6 |
| 3 | Чехия     | 3 | 1 | 0  | 0  | 2 | 6  | 7  | −1 | 3 |
| 4 | Латвия    | 3 | 0 | 0  | 0  | 3 | 5  | 10 | −5 | 0 |

Время местное (UTC+4).
| 12 февраля 2014 21:00 | Латвия | 0 : 1 (0:0, 0:0, 0:1) | Швейцария | Ледовая арена «Шайба», Сочи Зрителей: 5116 |

| Отчёт  | Отчёт                          | Отчёт                           | Отчёт                      | Отчёт                             |
| ------ | ------------------------------ | ------------------------------- | -------------------------- | --------------------------------- |
|        |                                |                                 |                            |                                   |
|        | Эдгар Масальскис — 00:00-59:52 | Вратари                         | 00:00-60:00 — Йонас Хиллер | Судьи: Ларс Брюггеманн Брэд Майер |
|        | Голы:                          |                                 |                            | Судьи: Ларс Брюггеманн Брэд Майер |
|        | 0:1                            | 59:52 — Симон Мозер (М. Штрайт) |                            | Судьи: Ларс Брюггеманн Брэд Майер |
|        |                                |                                 |                            | Судьи: Ларс Брюггеманн Брэд Майер |
|        |                                |                                 |                            | Судьи: Ларс Брюггеманн Брэд Майер |
|        |                                |                                 |                            | Судьи: Ларс Брюггеманн Брэд Майер |
| 10 мин | Штраф                          | 6 мин                           |                            | Судьи: Ларс Брюггеманн Брэд Майер |
|        |                                |                                 |                            |                                   |
|        | 21                             | Броски                          | 39                         |                                   |

| 14 февраля 2014 12:00 | Чехия | 4 : 2 (2:1, 2:1, 0:0) | Латвия | Ледовый дворец «Большой», Сочи Зрителей: 5831 |

| Отчёт | Отчёт                         | Отчёт                                                                                    | Отчёт                          | Отчёт                   |
| --- | ----------------------------- | ---------------------------------------------------------------------------------------- | ------------------------------ | ----------------------- |
| |                               |                                                                                          |                                |                         |
| | Ондржей Павелец — 00:00-60:00 | Вратари                                                                                  | 00:00-60:00 — Эдгар Масальскис | Судьи: Тим Пил Юри Рённ |
| | Голы:                         |                                                                                          |                                | Судьи: Тим Пил Юри Рённ |
| Мартин Эрат — 10:10 (Д. Крейчи, А. Гемски) Яромир Ягр (бол.) — 19:29 (М. Жидлицки, Т. Плеканец) Якуб Ворачек — 27:06 (З. Михалек) Марек Жидлицки — 37:02 (М. Ганзал, П. Недвед) | 1:0 1:1 2:1 2:2 3:2 4:2       | 13:05 — Янис Спруктс (бол.) (К. Редлихс, Л. Дарзиньш) 22:45 — Херберт Васильев (Г. Пуяц) |                                | Судьи: Тим Пил Юри Рённ |
| |                               |                                                                                          |                                | Судьи: Тим Пил Юри Рённ |
| |                               |                                                                                          |                                | Судьи: Тим Пил Юри Рённ |
| |                               |                                                                                          |                                | Судьи: Тим Пил Юри Рённ |
| 8 мин | Штраф                         | 8 мин                                                                                    |                                | Судьи: Тим Пил Юри Рённ |
| |                               |                                                                                          |                                |                         |
| | 39                            | Броски                                                                                   | 20                             |                         |

| 15 февраля 2014 21:00 | Швеция | 5 : 3 (1:1, 3:1, 1:1) | Латвия | Ледовая арена «Шайба», Сочи Зрителей: 3709 |

| Отчёт | Отчёт                          | Отчёт | Отчёт                            | Отчёт                            |
| --- | ------------------------------ | --- | -------------------------------- | -------------------------------- |
| |                                | |                                  |                                  |
| | Хенрик Лундквист — 00:00-60:00 | Вратари | 00:00-60:00 — Кристер Гудлевскис | Судьи: Антонин Йержабек Иан Уолш |
| | Голы:                          | |                                  | Судьи: Антонин Йержабек Иан Уолш |
| Патрик Берглунд (бол.) — 15:50 (Э. Карлссон, А. Стин) Эрик Карлссон (бол.) — 22:45 (Н. Бэкстрём, Д. Альфредссон) Даниэль Альфредссон (бол.) — 36:14 (Д. Седин, А. Эдлер) Джимми Эрикссон (бол.) — 38:47 (О. Экман-Ларссон, Я. Сильверберг) Александр Эдлер — 52:20 (Д. Седин, М. Юханссон) | 1:0 1:1 1:2 :2 3:2 4:2 4:3 5:3 | 18:48 — Лаурис Дарзиньш (Я. Спруктс, К. Сотниекс) 21:22 — Янис Спруктс (бол.) (К. Редлихс, М. Карсумс) 41:28 — Земгус Гиргенсонс (бол.) (К. Даугавиньш, Р. Фрейбергс) |                                  | Судьи: Антонин Йержабек Иан Уолш |
| |                                | |                                  | Судьи: Антонин Йержабек Иан Уолш |
| |                                | |                                  | Судьи: Антонин Йержабек Иан Уолш |
| |                                | |                                  | Судьи: Антонин Йержабек Иан Уолш |
| 12 мин | Штраф                          | 12 мин |                                  | Судьи: Антонин Йержабек Иан Уолш |
| |                                | |                                  |                                  |
| | 30                             | Броски | 23                               |                                  |

Квалификация плей-офф
Время местное (UTC+4).
| 18 февраля 2014 21:00 | Швейцария | 1 : 3 (0:2, 1:0, 0:1) | Латвия | Ледовый дворец «Большой», Сочи Зрителей: 7912 |

| Отчёт                          | Отчёт                                                          | Отчёт | Отчёт                          | Отчёт                      |
| ------------------------------ | -------------------------------------------------------------- | --- | ------------------------------ | -------------------------- |
|                                |                                                                | |                                |                            |
|                                | Йонас Хиллер — 00:00-58:52 59:00-59:07 59:25-59:33 59:58-60:00 | Вратари | 00:00-60:00 — Эдгар Масальскис | Судьи: Майк Легго Юри Рённ |
|                                | Голы:                                                          | |                                | Судьи: Майк Легго Юри Рённ |
| Мартин Плюсс — 35:01 (Р. Сури) | 0:1 0:2 1:2 1:3                                                | 08:38 — Оскар Бартулис (К. Даугавиньш, З. Гиргенсонс) 11:19 — Лаурис Дарзиньш (бол.) (М. Редлихс) 59:00 — Лаурис Дарзиньш (п.в.) (В. Павлов, Э. Масальскис) |                                | Судьи: Майк Легго Юри Рённ |
|                                |                                                                | |                                | Судьи: Майк Легго Юри Рённ |
|                                |                                                                | |                                | Судьи: Майк Легго Юри Рённ |
|                                |                                                                | |                                | Судьи: Майк Легго Юри Рённ |
| 4 мин                          | Штраф                                                          | 2 мин |                                | Судьи: Майк Легго Юри Рённ |
|                                |                                                                | |                                |                            |
|                                | 33                                                             | Броски | 22                             |                            |

Четвертьфинал
Время местное (UTC+4).
| 19 февраля 2014 21:00 | Канада | 2 : 1 (1:1, 0:0, 1:0) | Латвия | Ледовый дворец «Большой», Сочи Зрителей: 9825 |

| Отчёт                                                                     | Отчёт                    | Отчёт                                          | Отчёт                                        | Отчёт                   |
| ------------------------------------------------------------------------- | ------------------------ | ---------------------------------------------- | -------------------------------------------- | ----------------------- |
|                                                                           |                          |                                                |                                              |                         |
|                                                                           | Кэри Прайс — 00:00-60:00 | Вратари                                        | 00:00-58:22 — Кристер Гудлевскис 59:34-60:00 | Судьи: Тим Пил Юри Рённ |
|                                                                           | Голы:                    |                                                |                                              | Судьи: Тим Пил Юри Рённ |
| Патрик Шарп — 13:37 (Р. Нэш) Ши Уэбер (бол.) — 53:06 (Д. Даути, Д. Тэйвз) | 1:0 1:1 2:1              | 15:41 — Лаурис Дарзиньш (А. Кулда, Я. Спруктс) |                                              | Судьи: Тим Пил Юри Рённ |
|                                                                           |                          |                                                |                                              | Судьи: Тим Пил Юри Рённ |
|                                                                           |                          |                                                |                                              | Судьи: Тим Пил Юри Рённ |
|                                                                           |                          |                                                |                                              | Судьи: Тим Пил Юри Рённ |
| 6 мин                                                                     | Штраф                    | 6 мин                                          |                                              | Судьи: Тим Пил Юри Рённ |
|                                                                           |                          |                                                |                                              |                         |
|                                                                           | 57                       | Броски                                         | 16                                           |                         |

22 февраля было объявлено, что у одного из участников Олимпийских игр, хоккеиста сборной Латвии Виталия Павлова, взятая допинг-проба дала положительный результат. За это Виталий Павлов был исключён из списка участников Олимпийских игр, а Международная федерация хоккея на льду лишила его диплома за восьмое место на Олимпийских играх. Уже после окончания Олимпийских игр появилась информация, что сборная Латвии по хоккею может быть дисквалифицирована из-за употребления её игроками допинга во время Олимпиады-2014 в Сочи. По правилам МОК и ИИХФ, в случае если в употреблении допинга будут уличены два и более игроков одной команды, она может быть снята с турнира. В применении запрещённых препаратов подозревается игрок латвийской команды Ральф Фрейберс.

### Шорт-трек
Мужчины
| Соревнование | Спортсмены      | Отборочный раунд | Отборочный раунд | Отборочный раунд | Полуфинал | Полуфинал | Полуфинал | Финал                | Финал                | Финал                | Итоговое место |
| Соревнование | Спортсмены      | Забег            | Результат        | Место            | Забег     | Результат | Место     | Название             | Результат            | Место                | Итоговое место |
| ------------ | --------------- | ---------------- | ---------------- | ---------------- | --------- | --------- | --------- | -------------------- | -------------------- | -------------------- | -------------- |
| 1500 метров  | Роберто Пукитис | 1                | 2:30,671         | 5                | 1         | 2:16,961  | 5         | Завершил выступление | Завершил выступление | Завершил выступление | 15             |